# Kerem Avraham

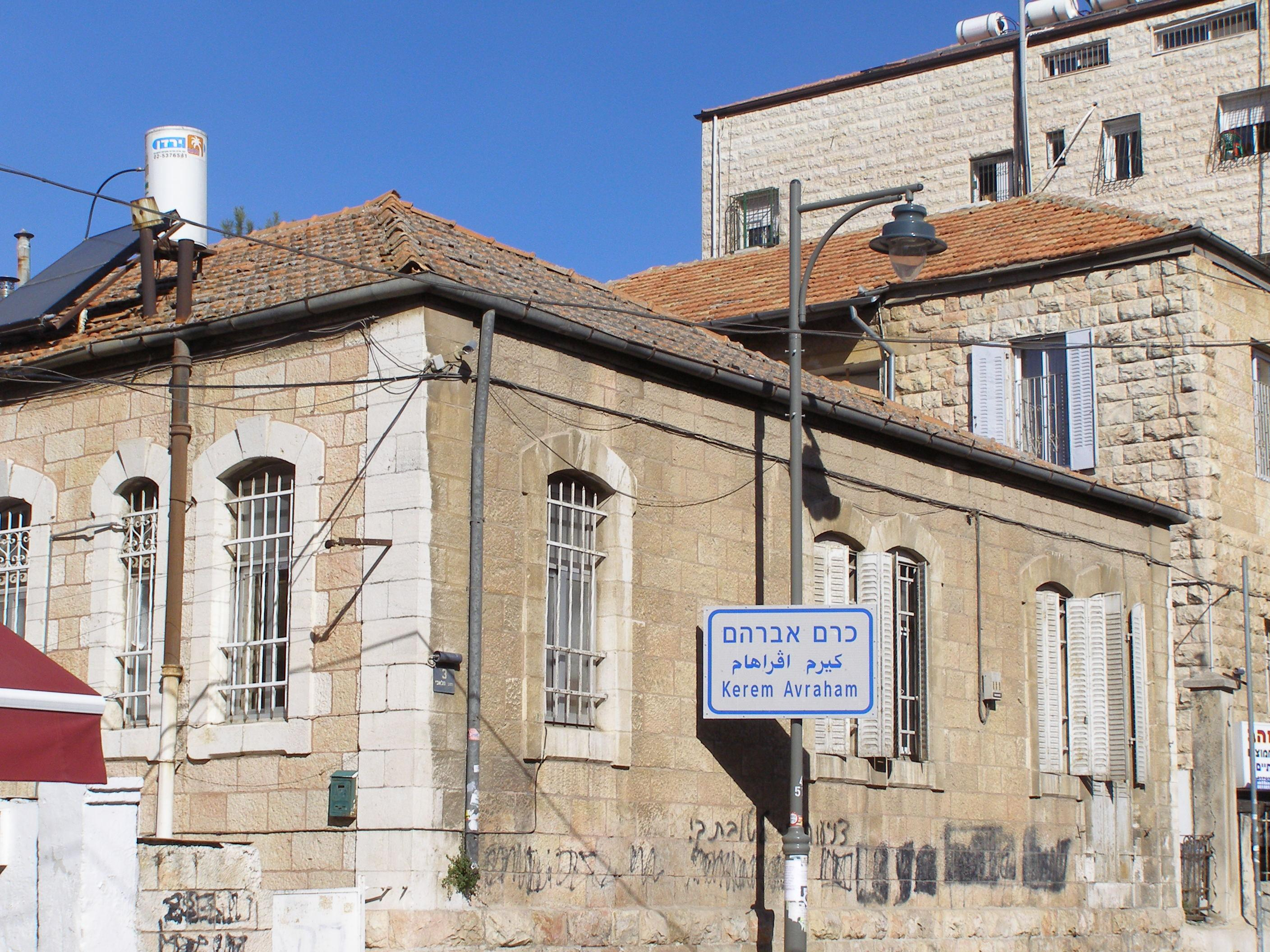
Dům v Keren Avraham

Kerem Avraham (hebrejsky: כרם אברהם, doslova „Avrahamova vinice“) je čtvrť v centrálním Jeruzalémě v Izraeli, založená v roce 1852.
Tato čtvrť má své počátky ve výcvikovém hospodářství pro Židy, které zde zřídil britský konzul v osmanské Palestině James Finn a jeho manželka Elizabeth Anne Finnová. Finn, který byl oddaným křesťanem, se během své práce v Palestině nepodílel na misijní práci, zato však velmi věřil v produktivitu, která byla v tomto období velmi v módě. Židé se na tomto školním statku učili zemědělství, čímž se stali produktivními občany, na rozdíl od Židů, kteří se spoléhali na chaluku, což byla charita ze zahraničí, jejíž příjem byl v této době v Jeruzalémě běžný.
Ve 40. letech vyrůstal v Keren Avraham izraelský spisovatel Amos Oz. Většina zdejších obyvatel jsou na počátku 21. století ultraortodoxní Židé (charedim).